# Aromate
Cet article court présente un sujet plus développé dans : épice et plante aromatique.

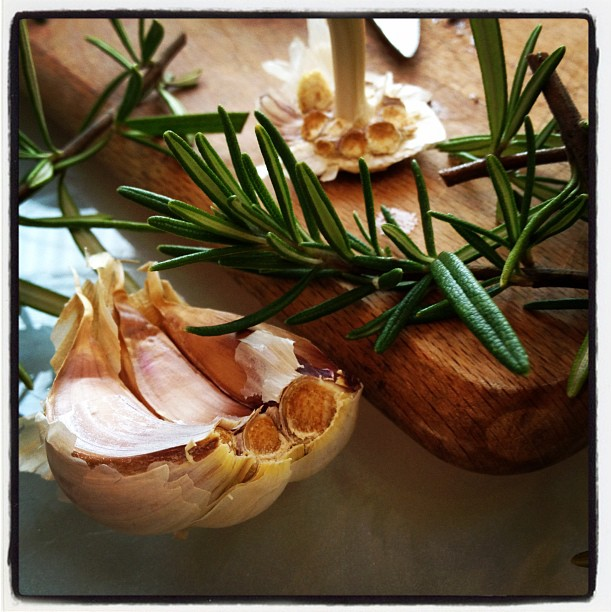
L'ail et le romarin sont deux aromates abondamment utilisés en cuisine.

Un aromate est une substance naturelle odoriférante d'origine végétale, ou plus rarement animale, utilisée en cuisine, ainsi qu'en médecine et en parfumerie. La notion d'aromate se confond avec celle d'épice, et bien que les deux termes ne soient pas exactement synonymes, il est impossible de les distinguer complètement en pratique.
En ce qui concerne l'assaisonnement des mets, l'aromate modifie l'arôme de l'aliment par l'effet de son propre arôme, alors que l'épice en réhausse le goût. Les aromates influent plus sur l'olfaction, alors que les épices jouent sur la saveur. En gastronomie, on dira ainsi que les épices sont « de choc » et les aromates sont « de charme ».
Le terme aromate est préféré pour les usages autres qu'alimentaires. Dans les pharmacopées, il désigne ainsi les drogues végétales ou animales utilisées en l'état, sans addition de substances étrangères. Dans cette perspective, certaines définitions font des épices et des plantes aromatiques condimentaires un sous-ensemble d'aromates, qui correspondraient à une notion beaucoup plus large de substance naturelle odorante. Sont ainsi cités comme aromates des herbes aromatiques (basilic, cerfeuil, estragon, sarriette, etc.), des épices (cannelle, girofle, muscade, etc.), mais aussi d'autres extraits végétaux (encens, benjoin, etc.) ou animaux (musc, castoréum, ambre gris, etc.).